# Bayfm
bayfm（日语： bei efu-emu */?；或譯為海灣調頻）是一家日本廣播電台，播出頻率為FM 78.0MHz，為獨立廣播台，同時為特定地面基幹廣播事業者；廣播對象區域為千葉縣，實際廣播範圍則涵蓋東京都心、橫濱等關東地方之地區。開播於1989年10月1日，原建台於千葉市區，2006年後遷址至幕張新都心。

### 腳註
1. ↑  實際上多以英文名稱「bayfm」表記而少用日文。

### 出典
1. ↑   (PDF).   [2019-04-09]. （原始内容存档 (PDF)于2019-04-09）.

## 外部連接
- 官方网站 （日語）
- Bayfm的X（前Twitter）
- Bayfm的Facebook專頁
- Bayfm的Instagram帳戶
- YouTube上的bayfm78頻道